# Лукошюс, Пранас Адомович
Пранас Адомович Лукошюс — советский литовский хозяйственный деятель, Герой Социалистического Труда.

## Биография
Родился в 1924 году в Пеледишке. Член КПСС с 1960 года.
В 1947—1952 — бригадир колхоза имени Саломеи Нерис Кедайнского района Литовской ССР.
В 1952—1974 — каменщик, бригадир каменщиков строительного управления № 14 Клайпедского стройтреста, бригадир монтажников Клайпедского домостроительного комбината Министерства строительства Литовской ССР.
Указом Президиума Верховного Совета СССР от 1 октября 1965 года присвоено звание Героя Социалистического Труда с вручением ордена Ленина и золотой медали «Серп и Молот».
Делегат XXIII съезда КПСС.
Умер в 1974 году в Клайпеде.

## Награды и звания
- Герой Социалистического Труда (01.10.1965)
- Орден Ленина (01.10.1965)